# 영도구 (1963년 선거구)
영도구는 대한민국의 옛 국회의원 선거구이다. 당시 부산시 영도구 지역을 관할했다.

## 역사
1963년 1월, 경상남도 부산시가 정부 직할 부산시로 승격되면서 경상남도에서 분리되었다. 이와 함께 제6대 국회의원 선거를 앞두고 부산시 영도구 갑, 부산시 영도구 을 선거구가 통합되면서 영도구 선거구가 신설되었다.
제9대 국회의원 선거를 앞두고 중구 선거구와 통합되어 중구·영도구 선거구를 이루게 되면서 폐지되었다.

## 역대 국회의원
| 선거   | 정당 | 정당       | 의원   |
| ------ | ---- | ---------- | ------ |
| 1963년 |      | 민주공화당 | 예춘호 |
| 1967년 |      | 민주공화당 | 예춘호 |
| 1971년 |      | 신민당     | 김상진 |

## 역대 선거 결과

### 대한민국 제6대 국회의원 선거
|  | 43.77% |

|  | 27.42% |

|  | 20.43% |

|  | 3.96% |

|  | 2.14% |

|  | 1.38% |

|  | 0.86% |

### 대한민국 제7대 국회의원 선거
|  | 52.72% |

|  | 43.50% |

|  | 1.94% |

|  | 1.53% |

|  | 0.28% |

### 대한민국 제8대 국회의원 선거
|  | 57.80% |

|  | 41.18% |

|  | 0.51% |

|  | 0.31% |

|  | 0.17% |